# باشگاه فوتبال اومانیا
باشگاه اتلتیک اومانیا نیکوزیا (به یونانی: Αθλητικός Σύλλογος Ομόνοια Λευκωσίας) یا اومانیا نیکوزیا، باشگاه فوتبال در شهر نیکوزیا، قبرس است.
این باشگاه در سال ۱۹۴۸ میلادی تأسیس شده است.

## افتخارات
- لیگ دسته اول فوتبال قبرس: ۲۰
  - ۱۹۶۱، ۱۹۶۶، ۱۹۷۲، ۱۹۷۴، ۱۹۷۵، ۱۹۷۶، ۱۹۷۷، ۱۹۷۸، ۱۹۷۹، ۱۹۸۱، ۱۹۸۲، ۱۹۸۳، ۱۹۸۴، ۱۹۸۵، ۱۹۸۷، ۱۹۸۹، ۱۹۹۳، ۲۰۰۱، ۲۰۰۳، ۲۰۱۰
- جام حذفی فوتبال قبرس: ۱۴
  - ۱۹۶۵، ۱۹۷۲، ۱۹۷۴، ۱۹۸۰، ۱۹۸۱، ۱۹۸۲، ۱۹۸۳، ۱۹۸۸، ۱۹۹۱، ۱۹۹۴، ۲۰۰۰، ۲۰۰۵، ۲۰۱۱، ۲۰۱۲
- سوپر جام فوتبال قبرس: ۱۶
  - ۱۹۶۶، ۱۹۷۹، ۱۹۸۰، ۱۹۸۱، ۱۹۸۲، ۱۹۸۳، ۱۹۸۷، ۱۹۸۸، ۱۹۸۹، ۱۹۹۱، ۱۹۹۴، ۲۰۰۱، ۲۰۰۳، ۲۰۰۵، ۲۰۱۰، ۲۰۱۲